# ان‌جی‌سی ۶۸۲۲
ان‌جی‌سی ۶۸۲۲(به انگلیسی: NGC 6822) (یا کهکشان بارنارد یا IC 4895) یک کهکشان مارپیچی میله‌ای در فاصله ۱.۶ میلیون سال نوری و در صورت فلکی کمان است. که در گروه محلی قرار داشته و در سال ۱۸۸۱ توسط ای. ای. بارنارد و با یک تلسکوپ شش اینچی بازتابی کشف شد. و یکی از نزدیک‌ترین کهکشان‌ها به زمین است.

## نگارخانه

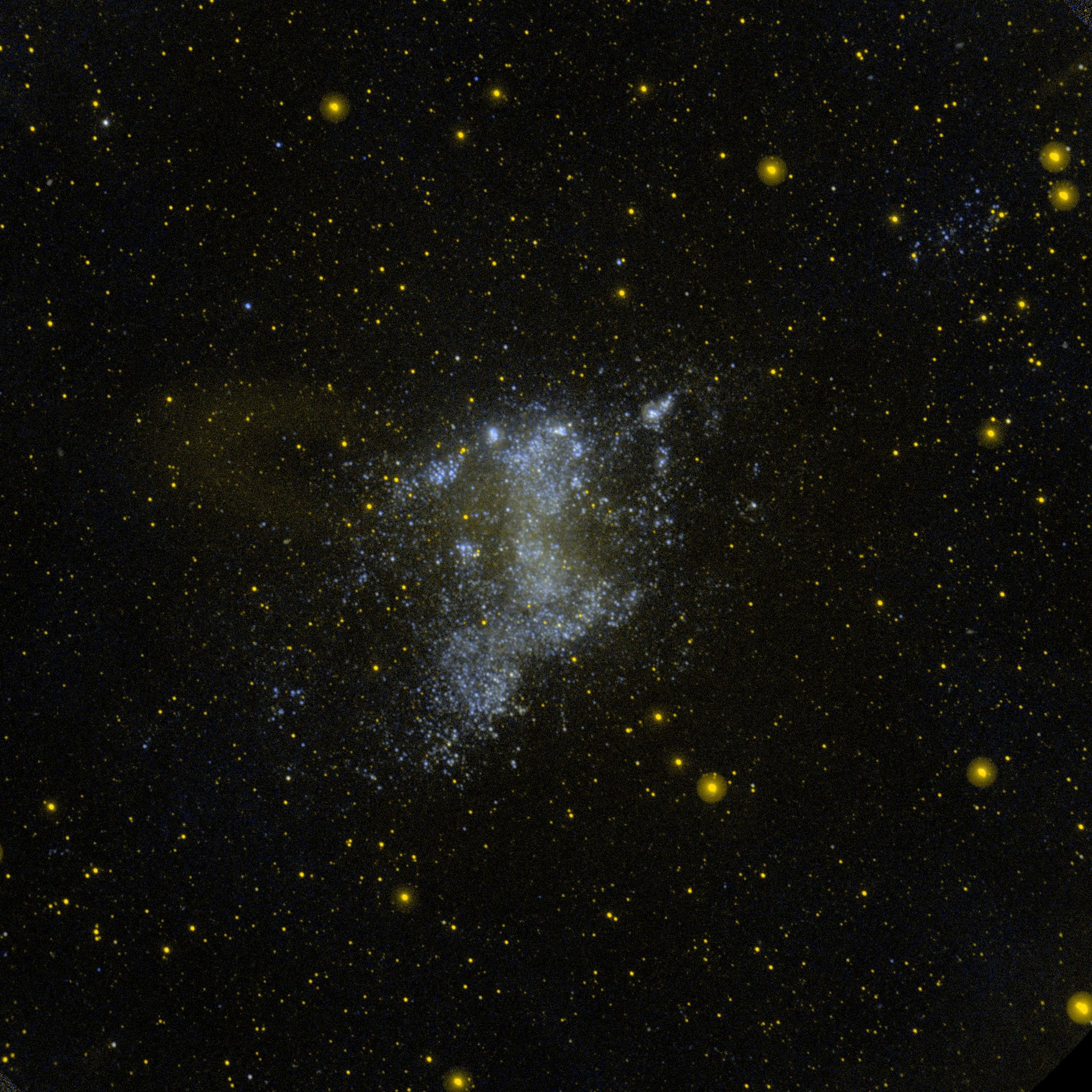
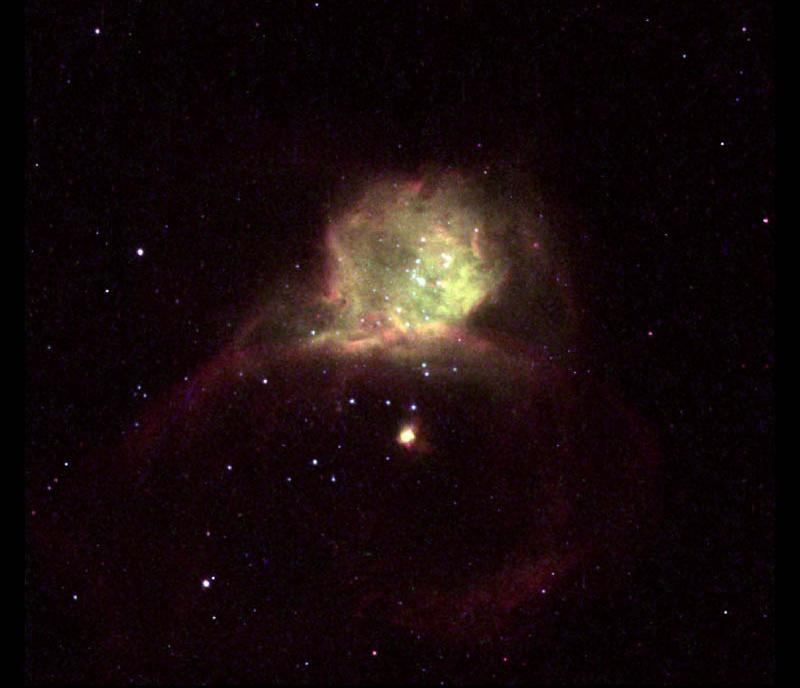
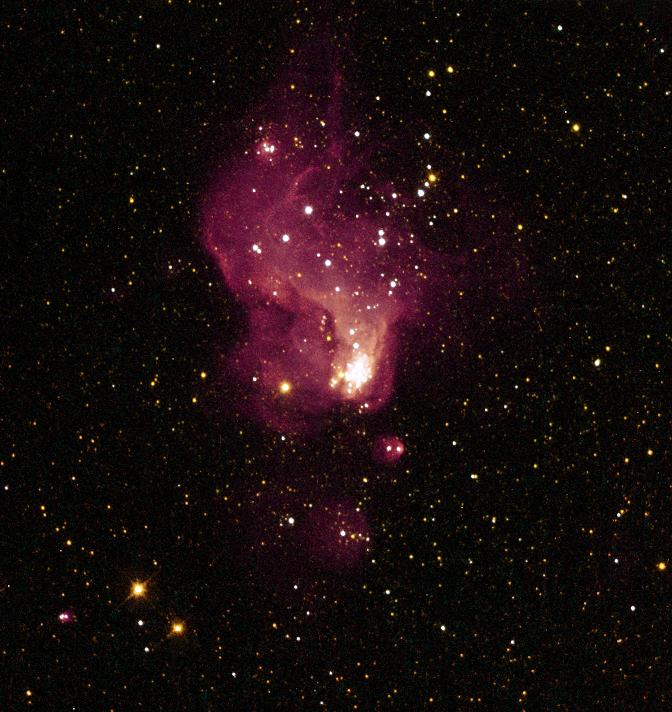
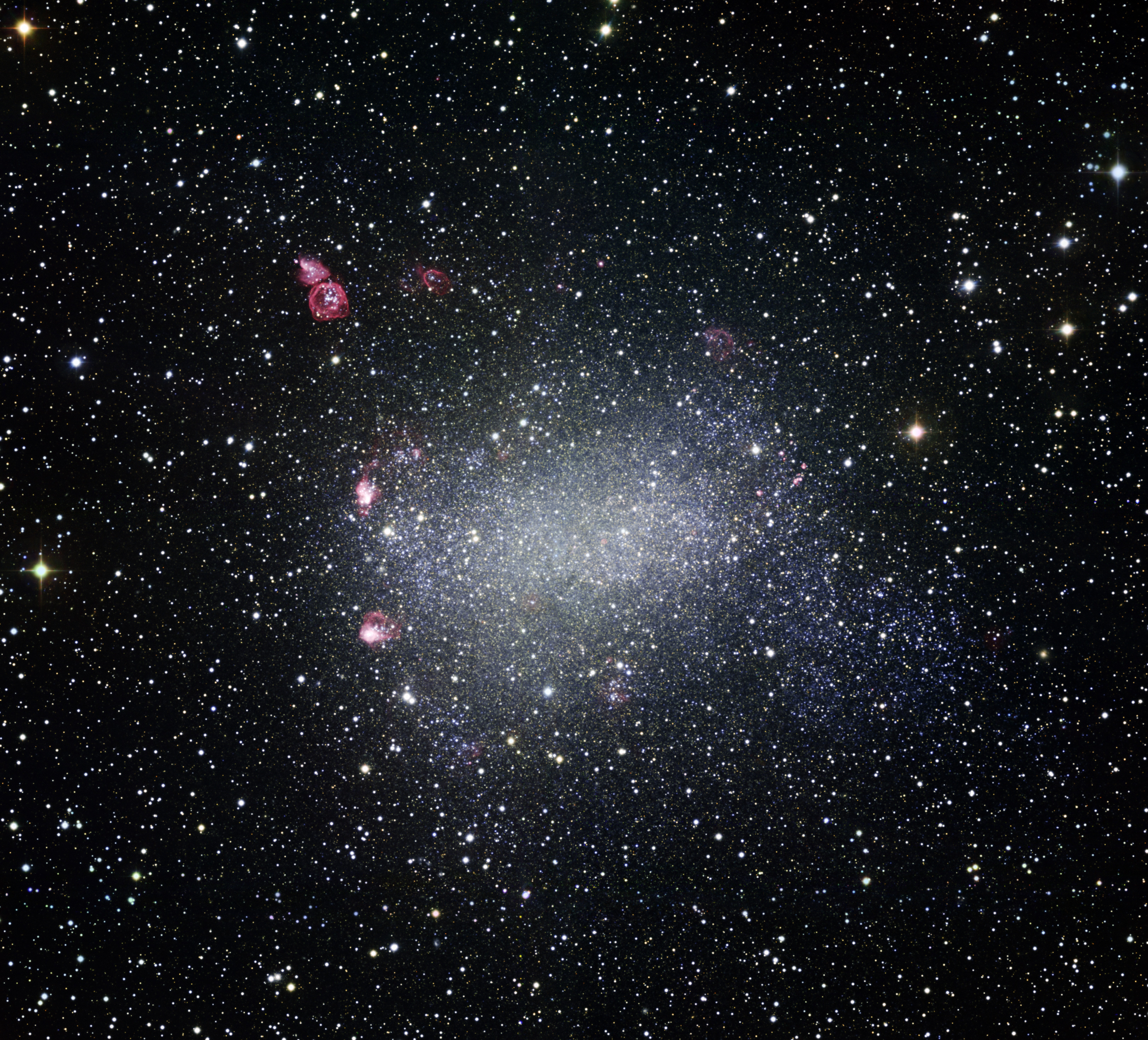